# Magelhaens (cráter marciano)

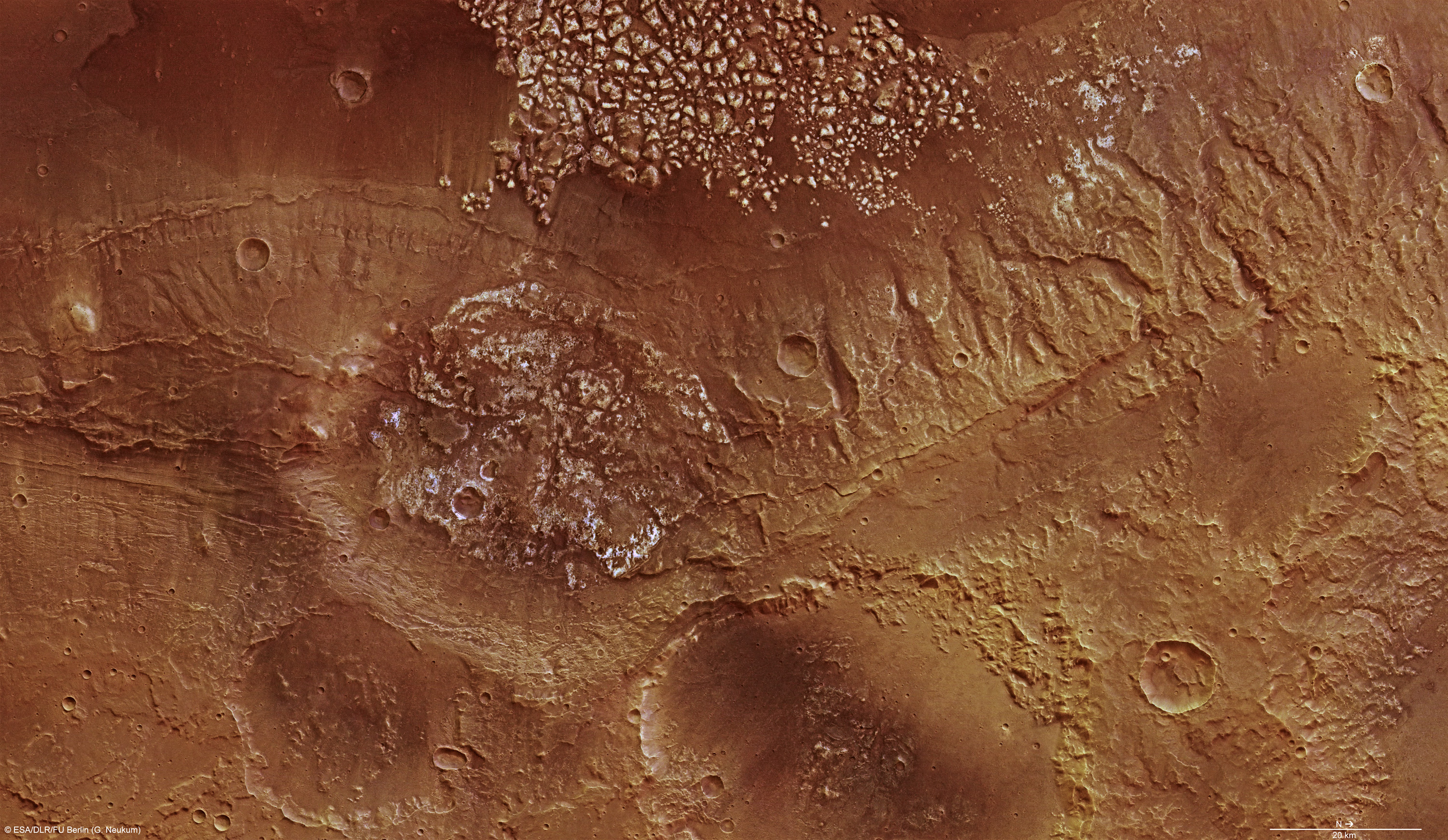
Crater Magelhaens vía ESA

Magelhaens es un cráter de impacto en las tierras altas del sur de Marte, localizado en las coordenadas 32.36° de latitud sur y 185.42° de longitud oeste. Tiene un diámetro de 105 km, y debe su nombre al navegante portugués del siglo XVI Fernando de Magallanes.
Magelhaens está localizado al suroeste de la región volcánica de Tharsis, rodeado por cumbres rocosas de origen desconocido. Estas formas pueden ser el resultado de movimientos tectónicos en la región de Tharsis, o de impactos meteoríticos.